# Jessy Jegerlehner
Pas d'image ? Cliquez ici

a Compétitions nationales et continentales officielles uniquement.

b Matchs officiels uniquement.
Dernière mise à jour le 23 août 2024.
Jessy Jegerlehner, né le 27 mai 1997 à Nérac (Lot-et-Garonne), est un joueur international suisse d'origine française de rugby à XV, jouant au poste de troisième ligne aile au Biarritz olympique.

## Biographie

### Carrière en club
Jessy Jegerlehner commence la pratique du rugby à XV à l'US Nérac à l'âge de cinq ans. Il rejoint le SU Agen en cadets et y fait ses débuts au niveau professionnel en 2017 ; il y prolonge son contrat en 2020,. Durant son passage au SU Agen, en début d'année 2019, il réalise vingt-sept plaquages durant un match de Top 14, constituant un record dans la compétition.
Après une saison 2021-2022 blanche à cause d'une rupture des ligaments croisés, il n'est pas conservé par le SU Agen et s'engage pour Provence Rugby pour deux ans,.
En 2024, il rejoint le Biarritz olympique, où il prolonge son contrat dès le mois octobre de la même année jusqu'en 2027.

### Carrière internationale
En 2015, il remporte le Championnat d'Europe avec l'équipe de France des moins de 18 ans puis est pensionnaire de Pôle France de Marcoussis,. Il est également retenu avec l'équipe de France de rugby à sept "Développement" pour les étapes de Singapour, Dubaï et Las Vegas en 2015.
L'année suivante, il est retenu par l'équipe de France des moins de 19 ans.
En mars 2024, il est sélectionné avec l'équipe de Suisse, pays d'origine de ses grands-parents paternels, et s'impose pour sa première cape contre la Croatie (victoire 35 à 10).

## Palmarès
- Vainqueur du Championnat d'Europe des moins de 18 ans en 2015 avec l'équipe de France des moins de 18 ans.